# Codonoboea reptans
Codonoboea reptans là một loài thực vật có hoa trong họ Tai voi (Gesneriaceae). Loài này có ở khu vực Malaysia bán đảo.
Loài này được William Jack mô tả khoa học đầu tiên năm 1820 dưới danh pháp Didymocarpus reptans.
Năm 1827, Curt Polycarp Joachim Sprengel chuyển loài Didymocarpus reptans Jack, 1820 sang chi Henckelia với danh pháp Henckelia reptans. Năm 2011, trên cơ sở nghiên cứu của Möller et al. (2009), R. Kiew và C.L. Lim phục hồi lại chi Codonoboea và chuyển 79 loài đã biết khi đó ở khu vực Thái Lan và Malesia khi đó xếp trong chi Henckelia về chi này (trừ các loài xếp trong chi Loxocarpus), trong đó có H. reptans.

## Thứ
C. reptans bao gồm các thứ sau:
- C. r. var. modesta (đồng nghĩa: Didymocarpus reptans var. modestus Ridl. (1923), D. modestus Ridl. (1920) nom. illeg.,  non D.  modestus Redl. (1915)).
- C. r. var. monticola (Ridl.) C.L.Lim (đồng nghĩa: D. r. var. monticolus Ridl. (1896), Henckelia

reptans var. monticola (Ridl.)  A.Weber (1998)).
- C. r. var. violascens (Ridl.) C.L.Lim (đồng nghĩa: D. r. var. violascens Ridl. (1905)).

## Lưu ý
Lưu ý rằng Chirita reptans B.L. Burtt & Panigrahi, 1965 không phải là danh pháp đồng nghĩa của Codonoboea reptans, mà là của Henckelia burttii - loài có ở miền bắc Myanmar.